# 內格羅河兵鯰
內格羅河兵鯰，又名黑金红头鼠魚，為輻鰭魚綱鯰形目美鯰科的其中一種，為熱帶淡水魚。分布於南美洲巴西黑河上游流域，體長可達4公分，棲息在底層水域，生活習性不明。常作观赏鱼饲养。

## 扩展阅读
維基物種上的相關：內格羅河兵鯰